# Kurzacka Woda
Kurzacka Woda – potok w Sudetach Zachodnich w zachodniej części Karkonoszy, prawy dopływ Kamiennej.
Źródła na północnym stoku Szrenicy, prawie u jej podnóży. Płynie na północ, omija od zachodu Gonciarek, po czym wpływa do Szklarskiej Poręby - Marysina. Przyjmuje kilka niewielkich, bezimiennych dopływów. Uchodzi do Kamiennej w Szklarskiej Porębie - Marysinie.
Płynie po granicie i jego zwietrzelinie. Południowa część zlewni Kurzackiej Wody porośnięta jest górnoreglowymi lasami świerkowymi, przy czym część z nich została w ostatnich latach zniszczona i wyrąbana.